# Harmattan

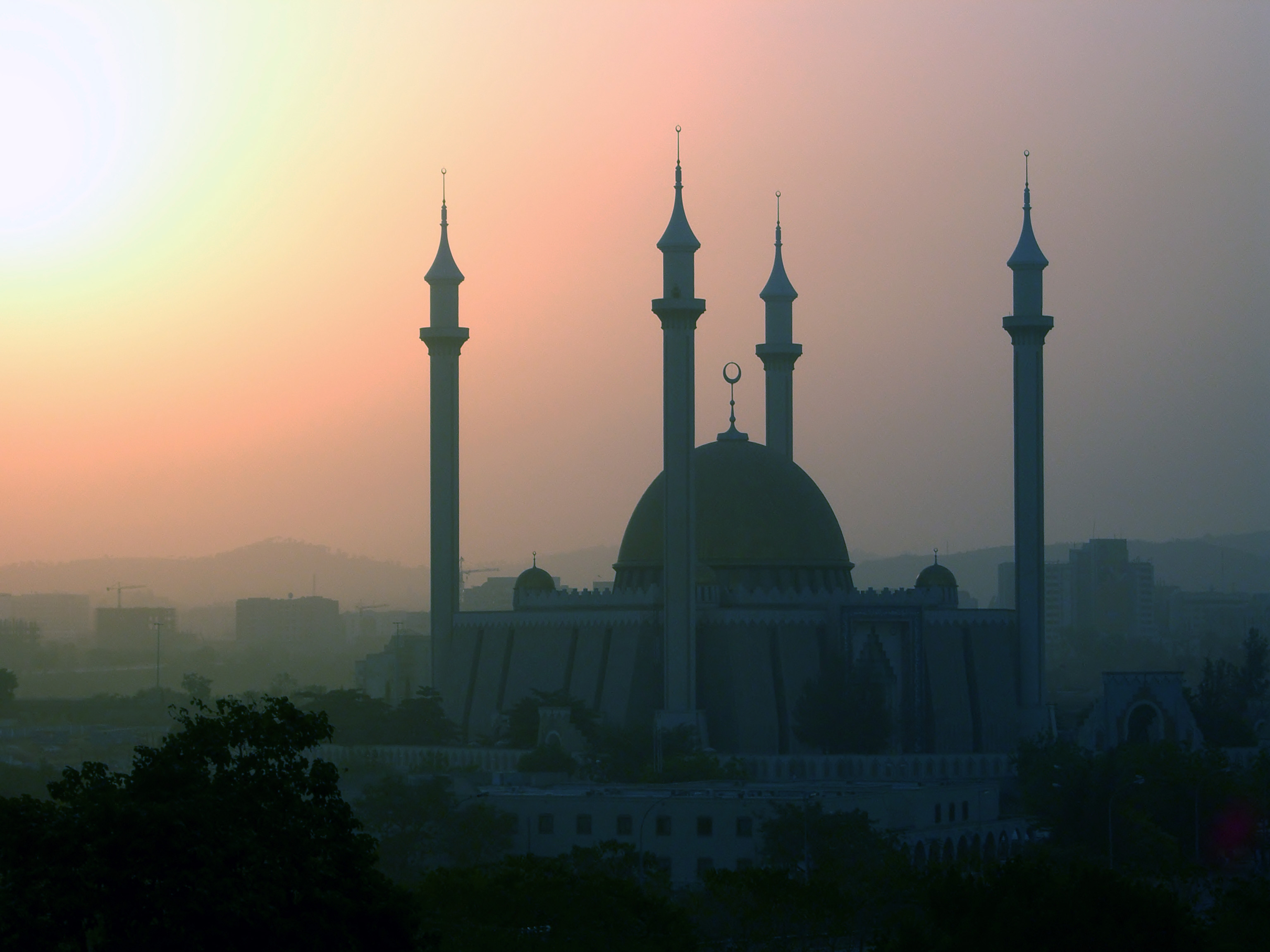
Widok na meczet w Abudży w czasie harmattanu

Harmattan (z języka twi: harmatan) – silny, północno-wschodni wiatr wiejący w porze suchej znad Sahary na wybrzeże Zatoki Gwinejskiej, a także na zachodnie wybrzeże Afryki Północnej. Jest to suchy i pylny wiatr pasatowy.

## Wpływy w kulturze
Nazwa ta została wykorzystana przez firmy Nokia i Intel jako kodowe określenie wersji oprogramowania MeeGo zastosowanego w telefonie Nokia N9, analogicznie do Meltemi.